# Festival (álbum)
Festival es un álbum del grupo Santana, publicado en 1977.

## Listado de temas
1. "Carnaval" – 2:15
2. "Let The Children Play" – 3:28
3. "Jugando" – 2:12
4. "Give Me Love" – 4:30
5. "Verao Vermelho" – 5:01
6. "Let The Music Set You Free" – 3:41
7. "Revelations" – 4:36
8. "Reach Up" – 5:25
9. "The River" – 4:54
10. "Try A Little Harder" – 5:03
11. "Maria Caracoles" – 4:33

- Datos: Q2443739